# Bring Back that Leroy Brown
«Bring Back that Leroy Brown»—en español «Trae de regreso ese Leroy Brown»— es una canción del grupo musical británico Queen, escrita por Freddie Mercury e incluida en el álbum de estudio Sheer Heart Attack de 1974.
Es una melodía de tipo ragtime music en la que Brian May toca el ukelele. La canción es entonada en su totalidad por Freddie Mercury.
«Bring Back that Leroy Brown» fue interpretada durante el Sheer Heart Attack Tour, como parte de un 'medley' junto con «Killer Queen», «In the Lap of the Gods» y «The March of the Black Queen», pero sin letra, y sacándole algunas estrofas y repeticiones. El título alude al entonces reciente éxito «Bad Bad Leroy Brown» del cantautor estadounidense Jim Croce, quien había fallecido en un accidente aéreo el año anterior.

## Instrumentación
- Freddie Mercury: Piano y voz.
- John Deacon: Contrabajo.
- Brian May: Guitarra solista, ukelele y banjo.
- Roger Taylor: Batería.